# Taktischer Datenlink

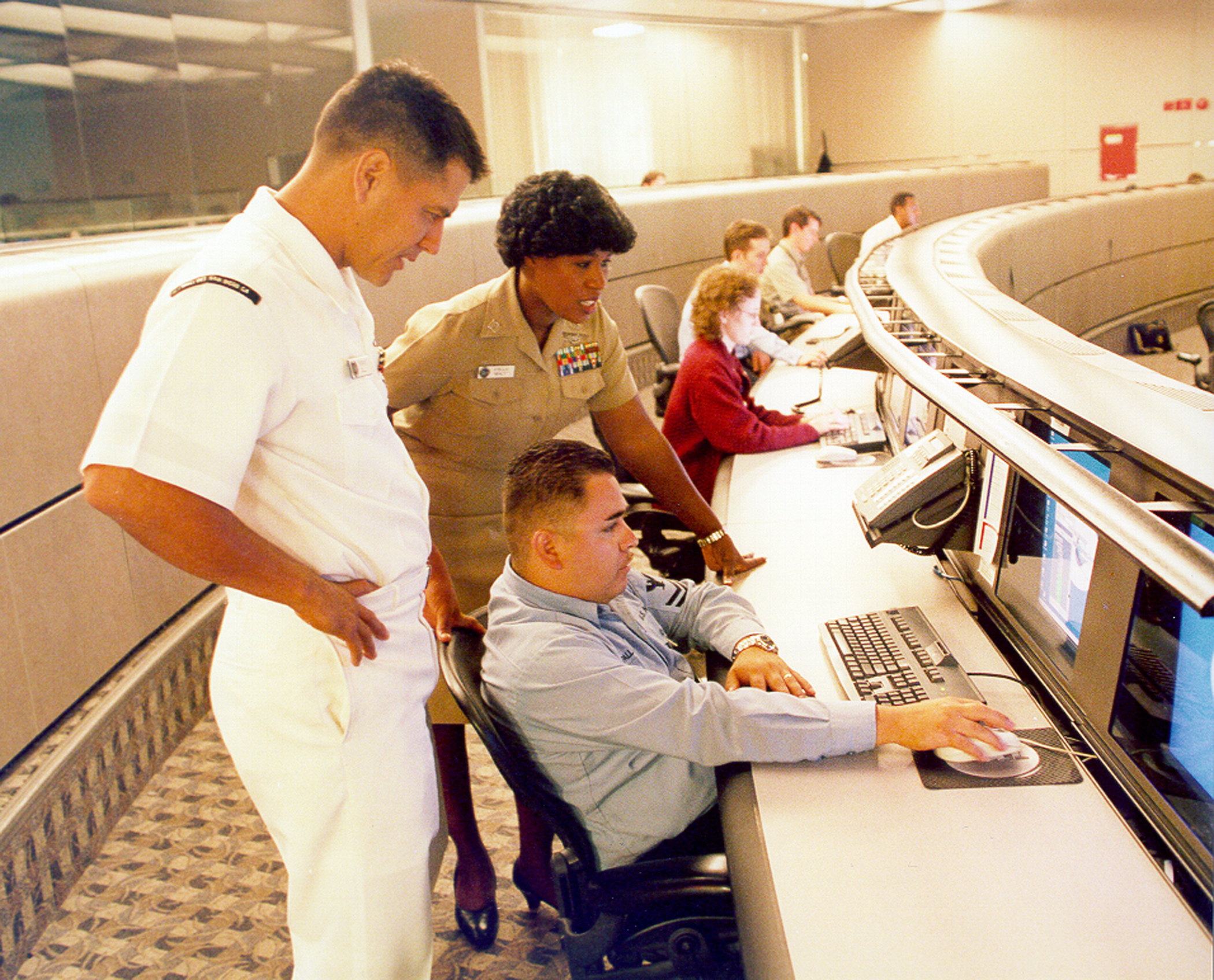
IT-Techniker des US Naval Network and Space Operations Commands bei der Bildschirmanalyse von TDL-Daten

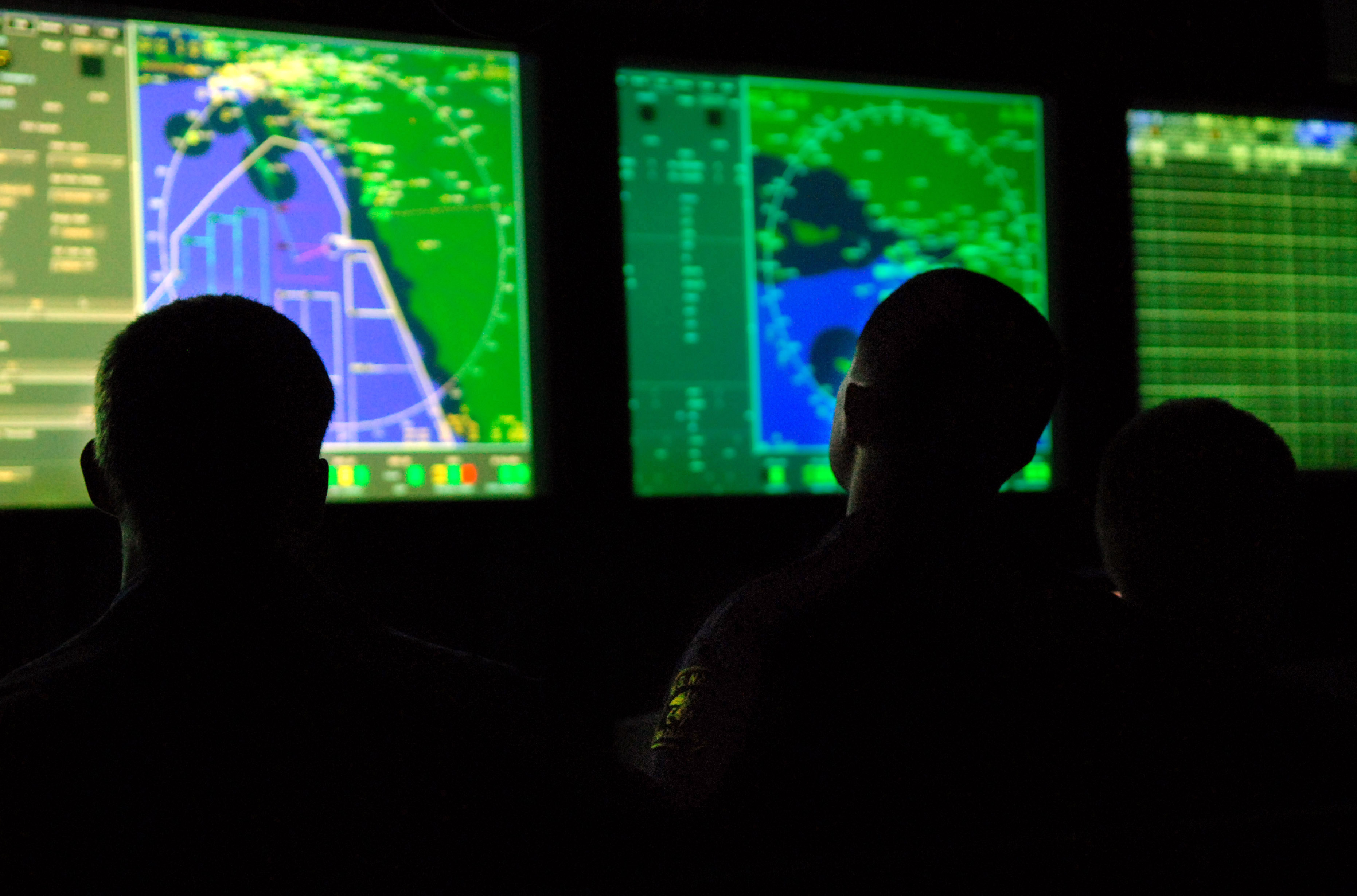
TDL-Monitoring, Combat Direction Center Flugzeugträger Ronald Reagan

Ein Taktischer Datenlink (TDL, englisch Tactical Data Link) ist ein militärischer Datenlink, über den gemäß definierter NATO Tactical Data Link Communications Standards digitalisierte Daten und Informationen via Kabel oder Funk übertragen oder ausgetauscht werden. TDLs finden NATO-intern und beim Datenaustausch mit Teilnehmerländern des NATO-Programms Partnerschaft für den Frieden Anwendung.
Die Erarbeitung der entsprechenden „NATO Standard Operating Procedures (NSOP)“ erfolgt durch die „Information Systems Sub-Committee (ISSC) – Tactical Data Link Capability Team (TDL CaT)“.
NATO CRC, AWACS und CAOC sind die wichtigsten Datenquellen und Datensenken für TDL im Zuständigkeitsbereich SHAPE.

## Terminologie
Die Bezeichnung TDL hat die frühere Bezeichnung Tactical Digital Information Link (TADIL) abgelöst, die heute kaum noch Verwendung findet.

## Charakteristik
TDL werden charakterisiert durch die jeweils formatspezifische Standard Message (Standardnachricht) und das Transmission Format (Übertragungsformat).

## Synopse
Die nachstehende Synopse enthält eine Auswahl von NATO-TDL-Standards.
| Link No | STANAG         | Arbeitstitel | Finale Bezeichnung / Beschreibung                            | Kommunikation  | Gene- ration        | Bemerkungen                                                                      |
| 1       | 5501           | NATO-Datenlink zwischen Air Defence Main Control Centres                                                                            | Link 1 – Taktischer Datenaustausch Luftverteidigung          | Punkt-zu-Punkt | erste S–Serie       | Terrestrischer Link eingeschränkt für NADGE-Einrichtungen, keine VS-Sicherheit   |
| 2       |                | Radar – Kontrollzentrum-Datenlink                                                                                                   |                                                              |                | erste               | Beendet (einschließlich Link 1)                                                  |
| 3       |                | Kontrollzentrum – vorgesetzte HQ-Datenlinks                                                                                         | SHOC-Frühwarnsystem                                          | Punkt-zu-Punkt | erste               | Slow Speed Warning Link vom Evaluation Centres zum SHAPE                         |
| 4       | 5504           | Ground to Air Datenlink | Link 4 – TDL zum Air-Controlling militärischer Luftfahrzeuge | Punkt-zu-Punkt | erste C/R–Serie     | Kompatibel zu US TADIL–C, die Anwendung finden in NATO UHF-Band (225–400 MHz)    |
| 5       |                | Schneller automatischer HF-Link | Broadcast                                                    |                | erste               | Beendet (siehe Link 11)                                                          |
| 6       | 5506 (Entwurf) | Link für Raketenbasis zum Kontrollzentrum                                                                                           | Link 6 – (NADGE Link) SAM Automatischer Datenlink            | Punkt-zu-Punkt | erste               | Entwurf STANAG (US MBDL, ATDL–1, PADIL)                                          |
| 7       | 5507 (Entwurf) | ATC / Verteidigungslink | Link 7 – TDL für ATC                                         | Punkt-zu-Punkt | erste               |                                                                                  |
| 8       |                | Automatischer HF-Link |                                                              | Broadcast      | erste               | Beendet (siehe Link 1)                                                           |
| 9       |                | SOC / Luftwaffenbasislink |                                                              |                | erste               |                                                                                  |
| 10      | 5510           | Schiff–Schiff-Link | Link 10 – maritimer taktischer Datenaustausch                | Broadcast      | zweite M–Serie      | STANAG abgesetzt (wurde genutzt in Belgien, den Niederlanden und Großbritannien) |
| 11      | 5511           | Schneller automatischer HF-Link | Link 11 – maritimer taktischer Datenaustausch                | Broadcast      | zweite M–Serie      | Kompatibel zu US TADIL–A, die Anwendung finden in HF und im NATO UHF-Band        |
| 11B     | 5511 (Vol. II) | | Link 11B – Taktischer Datenaustausch                         | Punkt-zu-Punkt | zweite M–Serie      | Kompatibel zu US TADIL–B Boden zu Boden TDL                                      |
| 12      |                | Schneller automatischer HF-Link |                                                              |                |                     | Beendet (siehe Link 11)                                                          |
| 13      |                | Automatischer HF-Link |                                                              | Broadcast      |                     | Beendet (siehe Link 11)                                                          |
| 14      | 5514           | Langsamer Halbautomatischer Link | Link 14 – Maritime TDL                                       | Broadcast      | erste D/M/S/E–Serie | Schiff–Schiff & Schiff–Küste (lediglich einige Anwendungen)                      |
| 15      |                | Langsamer halbautomatischer Link |                                                              |                |                     | Schiff–Schiff, beendet                                                           |
| 16      | 5516           | Hohe Kapazität, ECM-resistent, Multifunktional, TDMA Link                                                                           | Link 16 – ECM-resistenter Taktischer Datenaustausch          | Broadcast      | dritte J–Serie      | Kompatibel zu US TADIL–J (STANAG 4175 – Technical Characteristics of MIDS)       |
| 21      | 5521 (Entwurf) | Link zur Unterstützung von ACCS – (LISA)                                                                                            |                                                              | Punkt-zu-Punkt | dritte J–Serie      | In Entwicklung (geplant als Ersatz für Link 1)                                   |
| 22      | 5522 (Entwurf) | NATO Improved Link 11 – (NILE) | Link 22                                                      |                | dritte F/FJ–Serie   | In Entwicklung (geplant als Ersatz für Link 11)                                  |
|         | 5601           | Standard für Schnittstelle zu Datenlinks 1, 11, 11B, und 14 über Puffer                                                             |                                                              |                |                     | siehe ATDLP-6.01                                                                 |
|         | 5602           | Standard-Schnittstelle für Multiple Platform Link Evaluation                                                                        |                                                              |                |                     |                                                                                  |
|         | 5616           | Standard zur Übertragung von Daten zwischen unterschiedlichen taktischen Systemen mit Standard-Links 11/11B und solchen mit Link 16 |                                                              |                |                     |                                                                                  |
| IJMS    |                | ECM-resistentes Kommunikationssystem (ERCS)                                                                                         | IJMS – Interim JTIDS/MIDS Message Specification              | Broadcast      | zweite, M–Serie     | Interim Datenlink Standard, abzulösen durch Link 16                              |